# Атентат при Гевгели (1903)
Атентатът при Гевгели е диверсионен акт на Вътрешната македоно-одринска революционна организация, извършен на 28 юли 1903 година по време на Илинденско-Преображенското въстание от чета, начело с Аргир Манасиев и Сава Михайлов, който разрушава железопътния мост при Гевгели на линията Солун – Скопие.

## Бой
След избухването на Илинденско-Преображенското въстание на 20 юли 1903 година в Гевгелийско обединените чети на Сава Михайлов и Аргир Манасиев, на брой около 100 души, се опитват да разстроят османските комуникации чрез атентати по железопътните линии. Първата им акция е нощта на 28 юли при Гевгели. Четата слиза на пътя, за да попречи на придвижването на османски войски от стражата на железопътната линия или от гарнизона в Гевгели, докато войводите Михайлов и Манасиев с десетина души слагат динамит под моста в продължение на 900 метра. Поради различната дължина на фитилите експлозиите стават една след друга и се получава ефектът на бомбардировка. Мостът, около 20 метра, е разрушен, както и линията на няколкостотин метра.